# 雀斑砂鰩
雀斑砂鰩（學名：Psammobatis lentiginosa），為軟骨魚綱鰩目單鰭鰩科砂鰩屬的一種，分布於西南大西洋巴西里約熱內盧至阿根廷海域，深度84至160公尺，體長可達49公分，棲息在深海軟底質海域，為底棲性魚類，屬肉食性，卵生, 卵囊為長方形具有僵硬的觸角，幼魚可能傾向於跟隨較大的個體，生活習性不明。